# Euselasia eustachius
Euselasia eustachius är en fjärilsart som beskrevs av Herbst 1796. Euselasia eustachius ingår i släktet Euselasia och familjen Riodinidae. Inga underarter finns listade i Catalogue of Life.